# Spangdahlem
Spangdahlem település Németországban, Rajna-vidék-Pfalz tartományban. Lakosainak száma 1121 fő (2023. december 31.).

## Népesség
A település népességének változása:
| Lakosok száma | 886  | 943  | 978  | 1025 | 1100 | 1121 |
|               | 1975 | 2017 | 2019 | 2021 | 2022 | 2023 |